# Bob Morgan
Robert „Bob“ Morgan (* 27. März 1967 in Cardiff) ist ein ehemaliger britischer Wasserspringer. Er startete für den Verein Highgate Diving Club im Kunstspringen vom 3-m-Brett und im 10-m-Turmspringen. Morgan gewann zwei Medaillen bei Europameisterschaften und nahm an vier Olympischen Spielen teil. Für Wales gewann er zudem drei Medaillen bei den Commonwealth Games.
Zwischen 1984 und 1996 nahm Morgan an vier aufeinanderfolgenden Olympischen Spielen teil. 1984 in Los Angeles belegte er Rang 14 vom Turm, 1988 in Seoul Rang 29 vom 3-m-Brett und Rang 15 vom Turm, 1992 in Barcelona Rang 15 vom Brett und im Finale Rang fünf vom Turm und schließlich 1996 in Atlanta Rang 24 vom Brett und Rang 13 vom Turm.
Sein bestes Resultat bei Weltmeisterschaften waren jeweils sechste Plätze im Turmspringen 1991 in Perth und 1994 in Rom.  Bei der Europameisterschaft 1991 in Athen gewann Morgan Bronze und 1993 in Sheffield Silber, jeweils im 10-m-Turmspringen.
Zwischen 1982 und 1998 nahm Morgan zudem für sein Heimatland Wales an fünf Commonwealth Games teil und gewann dabei einen kompletten Medaillensatz im 10-m-Turmspringen. 1986 in Edinburgh gewann er Bronze, 1990 in Auckland Gold und damit seinen einzigen Titel bei einer großen Meisterschaft und 1994 in Victoria Silber.